# Selbstverlag

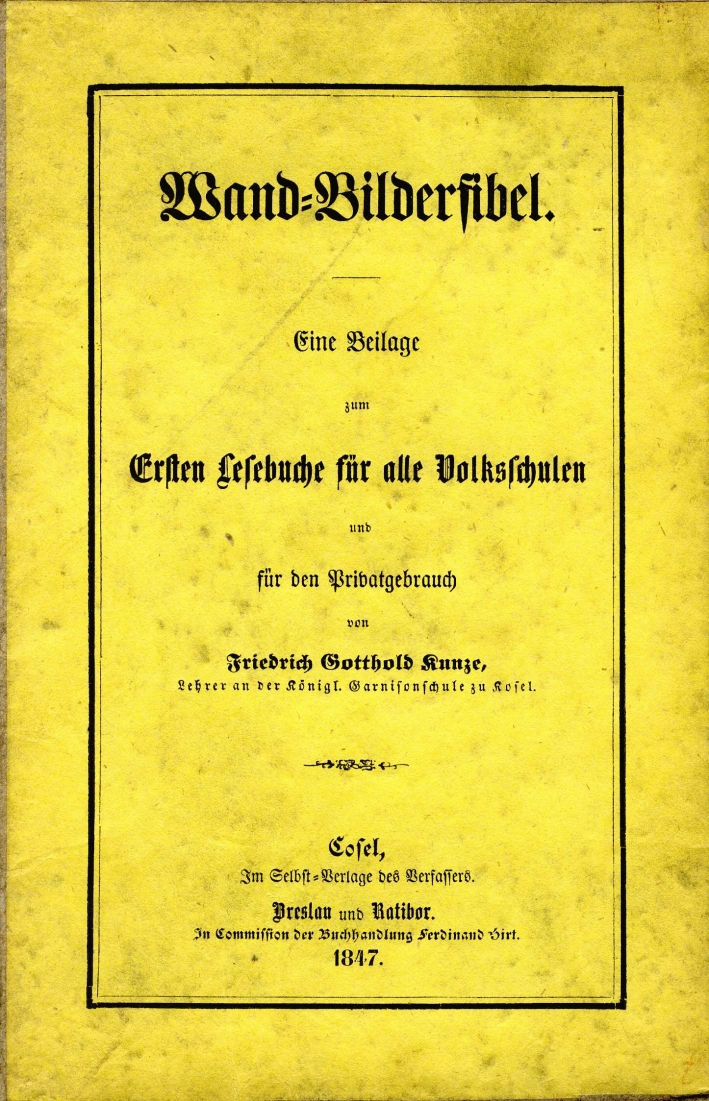
Friedrich Gotthold Kunze: Wand-Bilderfibel (1847), „im Selbst-Verlage des Verfassers“

Selbstverlag (auch: Eigenverlag sowie neudeutsch Selfpublishing bzw. als wörtliche Übersetzung aus dem Englischen auch Self-Publishing oder die englische Variante Vanity Publishing) bezeichnet die Veröffentlichung eines reproduzierbaren Werkes durch einen Autor selbst, der damit zum Selbstverleger (auch: Selfpublisher) wird. In der Regel auf Werke in Buchform bezogen, können zum Beispiel auch Werke auf Tonträgern im Selbstverlag veröffentlicht werden.
Der Begriff „Selbstverlag“ ist nicht eindeutig definiert. Es finden sich Belege, wonach damit ausschließlich die Begründung eines gewerblich angemeldeten Unternehmens für die Veröffentlichung eigener Publikationen gemeint ist, und andere, wonach er im weiteren Sinne die „Selbstfinanzierung“ einer Selbstpublikation überhaupt bedeuten kann.
Bezugnehmend auf den inzwischen auch im deutschen Sprachraum etablierten Begriff „Selfpublishing“ werden Autoren von Selbstpublikationen auch als „Selfpublisher“ bezeichnet. Eine zuweilen von Selfpublishern für sich selbst gewählte Bezeichnung ist daneben „Indie-Autor“ – und dies wiewohl Autoren, die in einem Independent-Verlag etwas veröffentlicht haben, damit eben per se keine Selfpublisher bzw. Selbstverleger sind.

## Definitionen
Während der Ursprung des Wortes „Verlag“ von „vorlegen“ kommt, wozu bei Buchverlagen u. a. auch die Vorleistung von Autorenhonoraren zählt, hat ein „Selbstverleger“ selber die Kosten vorzulegen, wenn er für die Erstellung eines Buches die Dienstleistungen z. B. von einer Druckerei in Anspruch nimmt.
In dem Abschnitt „Fachwörterlexikon“ eines Fachbuches von 1998 zur „Berufsfachkunde für Kaufleute in Zeitungs-, Zeitschriften- und Buchverlagen“ heißt es zum Stichwort Selbstverlag: „Herstellung und Vertrieb eines Werkes durch den Verfasser im eigenen Namen und für eigene Rechnung“. „Im eigenen Namen“ meint hierbei, dass der Autor anstelle einer Verlagsangabe im Impressum oder/und auf der Umschlagseite des Buches seinen eigenen Namen oder keinen Namen oder „im Selbstverlag“ anführt – eine Praxis, die bis heute üblich ist, insbesondere sofern ausschließlich auf die Dienste einer Druckerei für die Erstellung eines selbstverlegten Buches zurückgegriffen wird. Einige Selbstverleger kreieren dafür bisweilen markenrechtlich ungeschützte, noch nicht genutzte Verlagsnamen.
Laut einer Dissertation von Jong-Rak Shin im 2007 ist der Begriff Selbstverlag „nicht fest definiert.“ Nach ihm lässt sich der Begriff entsprechend der Bedeutung des Wortes umfassend als „Veröffentlichung durch sich selbst“ definieren. Und Shin zitiert hierzu wiederum das Lexikon des gesamten Buchwesens, Bd. 3 (Leipzig 1937, S. 271), worin es heißt: „Im Selbstverlag erfolgt die Vervielfältigung und Verbreitung eines Werkes nicht durch einen Verlag, sondern durch den Autor persönlich.“ Ferner erläutert er, sich dabei auf Kurt Hiller beziehend: „Selbstveröffentlichungsversuche von Schriftstellern, sich von den berufsmäßigen Verlegern unabhängig zu machen, sind im Grunde genommen Selbstverlage.“

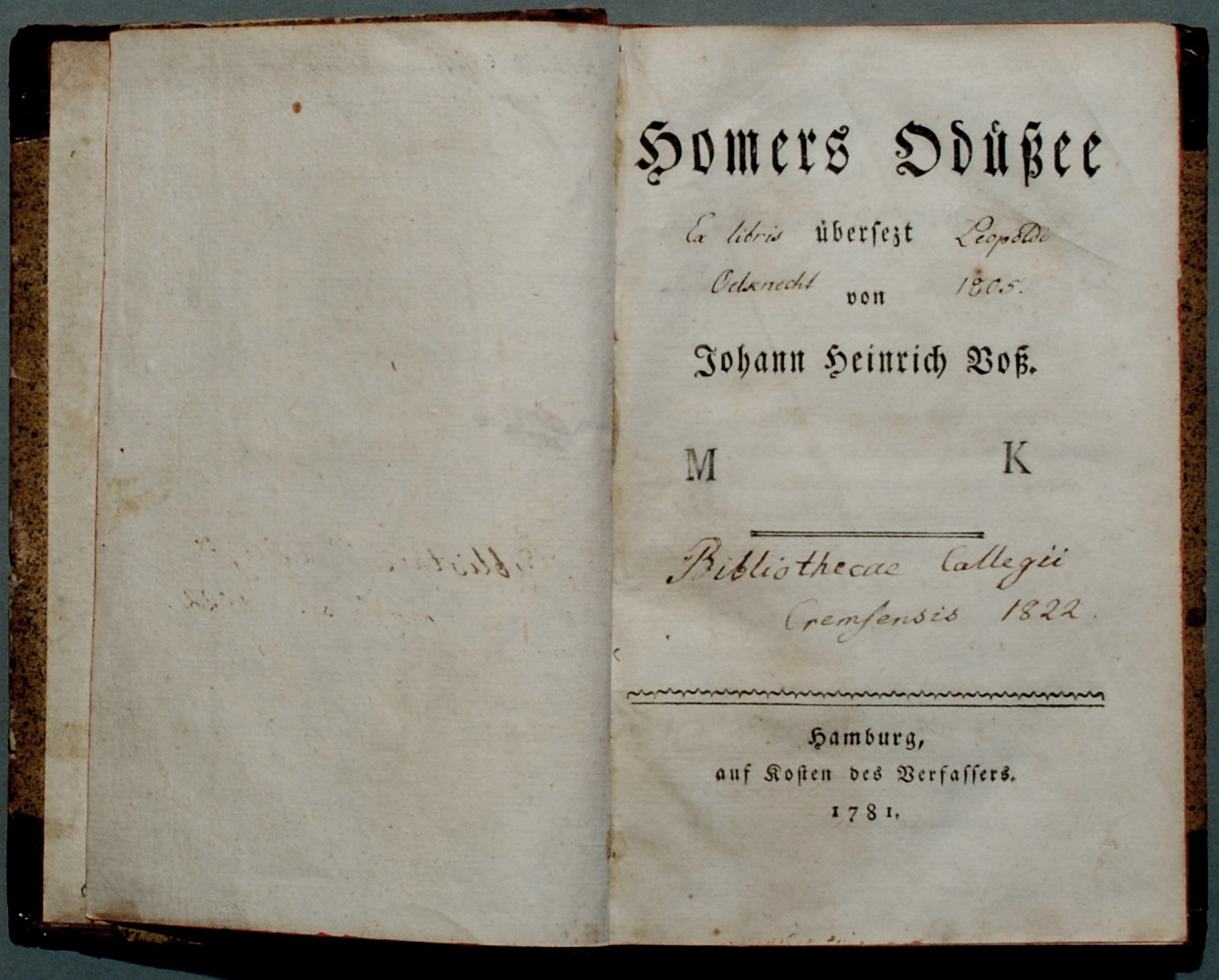
Titelblatt des Erstdrucks von Johann Heinrich Voß: Homers Odüßee (1781) mit Unterzeile: „auf Kosten des Verfassers“

Das Verlagswörterbuch des Autorenhaus Verlags definiert Selbstverlag verengend als einen vom Autor gegründeten Verlag, in dem seine Werke erscheinen und der wiederum Ausgangspunkt für einen „Mini-Verlag“ sein kann. In diesem Sinne kann auch buchmarkt-college.de, eine branchennahe Website-Kooperation von BuchMarkt und Uni-Online, verstanden werden: „Beim Selbstverlag verlegt der Verfasser sein Werk selbst, zahlt die Kosten für Herstellung und Vertrieb und trägt das gesamte Risiko selbst.“ Ein derartiger Selbstverlag tritt nominell wiederum als „Verlag“ und nicht als „Selbstverlag“ auf, wie z. B. der Linden-Verlag von Erich Loest, der vorwiegend Loests eigene Werke publiziert und seit 1989 seinen Sitz in Leipzig hat.
Die Hamburger Akademie für Fernstudien (HAF) bezieht sich in ihren „5 Schritten zum Selbstverlag“ ebenfalls auf eine Verlagsgründung, meint aber an anderer Stelle auch: „Mit Book-on-Demand sind Sie Selbstverleger“. Da das Book-on-Demand-Druckverfahren meist nur in Verbindung mit Dienstleistern für Selbstpublikationen wie z. B. einem Selbstkostenverlag oder einer Self-Publishing-Plattform Anwendung findet, wäre bei dessen Nutzung keine Verlagsgründung notwendig. Dies folgt wiederum Definitionen, wonach der Begriff Selbstverlag in dem Sinne allgemeiner zu verstehen ist, wenn ein Buch auf eigene Kosten für Herstellung und Vertrieb erscheint und ein Selbstverleger das Risiko für die Veröffentlichung eines Werkes selbst trägt. So gilt für den Verband deutscher Schriftsteller wie auch für den Friedrich-Bödecker-Kreis als Selbstverleger, wer sein Werk „selbstfinanziert“ hat. Und im dtv-Lexikon (Ausgabe von 1980) heißt es analog dazu: „Selbstverlag, Vertrieb eines Werkes der Literatur, Musik oder bildenden Kunst durch den Urheber selbst.“
Selbstverleger sind demnach grob insofern zu unterscheiden, ob sie für eine Selbstpublikation lediglich eine Druckerei oder/und einen Dienstleister für Selbstpublikationen beauftragen oder buchstäblich einen Selbstverlag begründen bzw. einen eigenen Verlag als Unternehmen anmelden und somit, gleich einem Verleger, Aufträge für Dienstleistungen zur Erstellung ihrer Veröffentlichungen vergeben.

## Allgemeines
Autoren oder Institutionen haben als Selbstverleger den kompletten Prozess einer Buchveröffentlichung zu steuern und zu verantworten. Neben dem Schreiben oder der Auswahl von Inhalten müssen sie das Lektorat, die Wahl der Ausstattung (Schriftart, Papiersorte, Umschlag etc.) sowie Kalkulation, werbewirksame Öffentlichkeitsarbeit und Marketing besorgen oder damit Dienstleister beauftragen.

### Abgrenzungen
Etwas im Selbst- oder Eigenverlag herauszugeben steht im Gegensatz zur Veröffentlichung innerhalb eines Verlages bzw. eines Publikumsverlages, der in der Regel nach Maßgabe eines miteinander geschlossenen Vertrages das Werk eines Autors vom Lektor bis zum Verkauf betreuen lässt. Wichtige Leistungen eines Verlages sind Korrekturvorschläge, Layout, Herstellung (Druck, Bindung), Vertrieb und Werbung. Dem Autor wird ein prozentualer Anteil am Ladenverkaufspreis (Tantiemen), nicht selten auch ein Vorschuss eingeräumt. Inwiefern dies auch für den zuweilen einer Verlagsart zugerechneten Zuschussverlag gelten kann, ist nicht eindeutig zu klären, da Zuschussverlage einerseits wiederum als Druckkosten-, Herstellkosten- und Selbstkostenverlage bzw. so genannte „Druckkostenzuschussverlage“ auftreten und deren jeweilige Abgrenzung vom Geschäftsmodell eines Verlags zu dem eines Dienstleisters für Selbstpublikationen in Teilen fließend und nicht eindeutig zu belegen sind.
Wiewohl hierüber ebenfalls Selbstpublikationen erstellt und zum Teil auch als Dienstleistung für einen „Selbstverlag“ ausgewiesen werden, wird (siehe Abschnitt: Definitionen sowie 2. Absatz in der Einleitung) die Inanspruchnahme von Dienstleistern wie z. B. den seit etwa 2010 auftretenden Self-Publishing-Plattformen nicht einhellig als weitere Form eines Selbstverlags angesehen.

### Begründungszusammenhänge
Die Angaben der Verlage zu der Anzahl der bei ihnen zur Überprüfung eingereichten Manuskripte sind unterschiedlich und nicht zu belegen, aber es gilt unisono, dass von diesen Manuskripten lediglich ein winziger Bruchteil ins Verlagsprogramm übernommen wird. Eine Publikation selbst zu publizieren ist somit oft die einzige Möglichkeit, überhaupt etwas zu veröffentlichen. Die Gründe für die Selbstpublikation eines Werks im Selbstverlag sind vielfältig und beruhen nicht immer auf der vorangegangenen Ablehnung eines Manuskriptes durch einen Verlag. Zudem betreffen sie nicht nur einzelne Autoren, sondern auch Institutionen wie z. B. Universitäten und Bibliotheken.
In der Dissertation von Shin heißt es dazu: „Normalerweise zielen die Autorenselbstverlage sowie Eigenverlage nicht auf den Ertrag ab, sondern auf besondere Zwecke. Die Zwecke sind je nach Autor und je nach der Zeit unterschiedlich.“ Dem liegt wiederum als Beispiel eine von ihm zitierte Einschätzung von Herbert Wirkner aus dem Jahr 1981 in Bezug auf künstlerisch-experimentell orientierte Selbstverlage zugrunde: „Experimente, einfacher Druck und Schreibmaschinensatz lassen sich nicht verkaufen. Für das Gros der Buchkäufer entscheidet das Aussehen eines Buches mehr, als der Inhalt es überhaupt vermag.“ Shins Hauptthema seiner Dissertation sind die politischen Selbstverlage insbesondere im Hinblick auf die Exilliteratur in den Jahren 1933–1945 und er führt hierzu aus: „Die politischen Selbstverlage entstehen als Gegenpol zur herrschenden, diktatorischen Regierung und spielen als Produktionsort der Widerstandsliteratur eine wichtige Rolle. Dort werden viele politische Schriften – Bücher, Hefte, Broschüren und Flugblätter – veröffentlicht. Schließlich ist der Selbstverlag politisch aktiv, und die Exilautoren finden mit ihrer politischen Meinung einen festen Platz.“

### Kalkulation
Ein Autor, der eine Selbstpublikation vorlegt, sucht in Personalunion gleich einem Verleger (s)ein Buchprojekt auf den Weg zu bringen und muss deshalb Kalkulationen anstellen, inwiefern die Kosten dafür auch durch den Absatz und gegebenenfalls honorierte Lesungen daraus übertroffen werden – was gegebenenfalls wiederum ins Verhältnis zur Zahlungsbereitschaft einer optionalen Leser- bzw. Käuferschaft eines selbst publizierten Buches zu bringen ist. Die Hamburger Akademie für Fernstudien (HAF) geht davon aus, dass für den Selbstverlag ein Startkapital „mit 10.000 Euro eher niedrig angesetzt ist“, um damit Druck, Herstellung, Vertrieb und Werbung für ein beispielhaft durchkalkuliertes Taschenbuch mit 256 Seiten in einer Auflage von 1.000 Exemplaren zu finanzieren.
Ausgenommen von einer gewinnorientierten Kalkulation sind u. a. die Autobiografen, die lediglich für den Privatgebrauch ihre Lebensgeschichten in Buchform bringen wollen, sowie solche, die z. B. – siehe den Abschnitt Begründungszusammenhänge – experimentell künstlerische oder politische Ziele verfolgen.
In der Dissertation von Shin heißt es außerdem: „Man kann erkennen, dass die Selbstverlagsunternehmen keinen kommerziellen Ertrag bringen, vielmehr lehnen sie die Vermarktung der Bücher im Großbetrieb ab, da der Mehrheit der Kleinverleger größerer ökonomischen Erfolg versagt [bleiben muss].“

### Marketing & Vertrieb
Der Absatz einer im Selbstverlag hergestellten Publikation hängt wie bei den wirtschaftlich geführten Verlagen nicht zuletzt von den Marketing-Möglichkeiten des Selbstverlegers, die Bereitschaft eines finanziellen Einsatzes dafür wie auch seiner Vernetzung mit potentiellen Käufern oder/und Buchhandlungen ab.
Sofern ein Buch über den Sortimentsbuchhandel und die „Online-Shops“ der Buchhändler bzw. über Internetbuchhandlungen lieferbar sein soll, können auch Selbstverleger es gegen Gebühr mit einer ISBN ausstatten und im „Verzeichnis Lieferbarer Bücher“ (VLB) eintragen lassen. Ohne ISBN und Eintragung im VLB werden im Selbstverlag in der Regel interne Hochschulveröffentlichungen oder rein private Bücher für einen festen Abnehmerkreis produziert.

## Rezeption von Erzeugnissen im Selbstverlag

### Literarische Veröffentlichungen
Die Wertschätzung von literarischen Veröffentlichungen im Selbstverlag unterliegen vorderhand denselben Kriterien wie Veröffentlichungen durch Verlage, d. h. deren Erfolg misst sich an verkauften Exemplaren sowie an der Wahrnehmung durch die Literaturkritik. Nach diesen Maßstäben gab es im Lauf der Jahrhunderte auch durchaus sehr erfolgreiche selbstverlegte Publikationen.
Doch die fehlende „Auslese“ durch einen regulären Verlag wie auch das damit verbundene Fehlen eines als qualifiziert erachteten Lektorats ermutigt mehrheitlich „Hobbyautoren“, sich im Selbstverlag zu versuchen. Die meisten selbstverlegten Titel erfahren deshalb – aber auch wegen der oft nur sehr eingeschränkten Marketing- und Werbemöglichkeiten ihrer Autoren – weder eine Literaturkritik noch werden sie im Buchhandel auch nur als einzelnes Exemplar vorrätig gehalten. Der Friedrich-Bödecker-Kreis schließt von der Aufnahme als neues Mitglied jene aus, die allein auf selbstfinanzierte Buchveröffentlichungen verweisen können. Der Verband deutscher Schriftstellerinnen und Schriftsteller hat seine Position hierzu inzwischen grundlegend geändert: Es heißt zwar in seinen Aufnahmebedingungen u. a. noch immer, dass ein „Ausweis fachlichen Könnens“ hinreichend ausgewiesen sein muss, wie z. B. durch „eine Buchveröffentlichung, die nicht durch Einsatz eigener Geldmittel erkauft sein darf“, aber seit dem 16. Februar 2019 reichen dafür mehrere Veröffentlichungen „auch als Selfpublisher und Selfpublisherin oder Selbstvermarkter und Selbstvermarkterin“.

### Wissenschaftliche Veröffentlichungen
Wissenschaftliche Veröffentlichungen im Selbstverlag haben unter Wissenschaftlern insbesondere dann einen geringen Stellenwert, wenn hierbei das für wissenschaftliche Veröffentlichungen übliche Peer-Review fehlt. Bei institutionellen Selbstverlagen sind zuweilen renommierte Herausgebergruppen und/oder Beiräte in die Publikation eingebunden.

## Rechtliches
Die Wirtschaftskammer Österreich stellt zum Eigen- und Selbstverlag als Herausgabe und Verkauf durch den Urheber (Autor) fest: „Die Ausübung des Selbstverlages der Urheber ist genauso wie die literarische Tätigkeit und die Ausübung der schönen Künste aus dem Geltungsbereich der Gewerbeordnung ausgenommen. Diese Tätigkeiten benötigen somit gemäß § 2 Abs. 1. Ziff.7 GewO 1994 keine Gewerbeanmeldung.“